# Конвой PQ 12
Конвой PQ 12 (англ. Convoy PQ 12) — арктичний конвой транспортних і допоміжних суден у кількості 17 одиниць, який у супроводженні союзних кораблів ескорту прямував від берегів Шотландії та Ісландії до радянських портів Мурманськ та Архангельськ. Конвой вийшов 1 березня 1942 року з Рейк'явіка та без подій прибув до Мурманська 1 березня 1942 року.

## Історія конвою
1 березня 1942 року конвой PQ 12, який складався з 16 суден під командуванням комодора Х. Т. Хадсона відплив із Рейк'явіка разом зі своїм супроводом. Близький ескорт складався з тральщика «Госсамер» і п'яти імпровізованих тральщиків, колишніх китобоїв. 5 березня до них приєднався океанський ескорт з крейсера «Кеніа» та двох есмінців «Орібі» і «Оффа». Далеке океанське прикриття забезпечували лінкор «Дюк оф Йорк», лінійний крейсер «Рінаун» і шести есмінців. Також в інтересах конвою діяла оперативна група під командуванням адмірала Дж. Тові, що складалася з лінкора «Кінг Джордж V», авіаносця «Вікторіос», крейсера «Бервік» і шести есмінців, що вийшли зі Скапа-Флоу.
5 березня конвой був помічений німецьким літаком-розвідником, а 6 березня, отримавши на це дозвіл від Гітлера, німецький лінкор «Тірпіц» у супроводженні трьох есмінців вийшов з Тронгейма. За планом операції «Палац спорту» німці розраховували знищити транспортні судна конвою PQ 12, а також QP 8, який також у цей час рушив морем, повертаючись з Радянського Союзу.
За даними британської розвідки на перехоплення транспортних конвоїв німці зібрали рейдову групу на чолі з лінкором «Тірпіц». Невдовзі після виходу німецького рейдера з норвезького фіорду британський підводний човен «Сівулф» виявив його у відкритому морі. Обидва угруповання кораблів здійснили спробу напасти на противника, але марно. Врешті-решт «Тірпіц» повернув додому, а 12 березня 1942 року конвой PQ 12 благополучно прибув до Мурманська, не втративши жодного корабля чи судна.

## Кораблі та судна конвою PQ 12

### Транспортні судна
| Назва                   | Прапор          | Тоннаж (GRT) | Прим.                                                            |
| ----------------------- | --------------- | ------------ | ---------------------------------------------------------------- |
| Artigas (1920)          | Панама          | 5 613        |                                                                  |
| Ballot (1922)           | Панама          | 6 131        | через технічні проблеми з силовою установкою не вийшов з конвоєм |
| Bateau (1920)           | Панама          | 4 687        | повернувся                                                       |
| Beaconstreet (1927)     | Велика Британія | 7 467        |                                                                  |
| «Беломорканал» (1936)   | СРСР            | 2 900        |                                                                  |
| Capulin (1920)          | Панама          | 4 977        |                                                                  |
| «Днепрострой» (1919)    | СРСР            | 4 756        |                                                                  |
| Earlston (1941)         | Велика Британія | 7 195        |                                                                  |
| El Coston (1924)        | Панама          | 7 286        |                                                                  |
| El Occidente (1910)     | Панама          | 6 008        |                                                                  |
| Empire Byron (1941)     | Велика Британія | 6 645        | судно віце-комодора конвою                                       |
| «Київ» (1917)           | СРСР            | 5 823        |                                                                  |
| Lancaster Castle (1937) | Велика Британія | 7 195        | 14 квітня потоплений німецьким літаком у порту Мурманська        |
| Llandaff (1937)         | Велика Британія | 4 825        | судно комодора конвою Г. Т. Хадсона                              |
| Navarino (1937)         | Велика Британія | 4 825        |                                                                  |
| «Севзаплес» (1932)      | СРСР            | 3 974        |                                                                  |
| Stone Street (1922)     | Панама          | 6 131        |                                                                  |
| Temple Arch (1940)      | Велика Британія | 5 138        |                                                                  |

### Кораблі ескорту
| Назва                       | Прапор                                  | Тип корабля                                     | Прим.                                 |
| --------------------------- | --------------------------------------- | ----------------------------------------------- | ------------------------------------- |
| HMS/HMT Angle (FY201)       | Військово-морські сили Великої Британії | протичовновий траулер                           | 1-4 березня                           |
| «Ашанті»                    | Військово-морські сили Великої Британії | ескадрений міноносець типу «Трайбл»             | 6-10 березня                          |
| «Бедуїн»                    | Військово-морські сили Великої Британії | ескадрений міноносець типу «Трайбл»             | 6-10 березня                          |
| «Бервік»                    | Військово-морські сили Великої Британії | важкий крейсер типу «Каунті»                    | 6-10 березня                          |
| HMT Chiltern                | Військово-морські сили Великої Британії | протичовновий траулер                           | 1-4 березня                           |
| «Дюк оф Йорк»               | Військово-морські сили Великої Британії | лінійний корабель типу «Кінг Джордж V»          | 6-10 березня                          |
| «Еко»                       | Військово-морські сили Великої Британії | ескадрений міноносець типу «E»                  | 6-10 березня                          |
| «Екліпс»                    | Військово-морські сили Великої Британії | ескадрений міноносець типу «E»                  | 6-10 березня                          |
| «Ескімо»                    | Військово-морські сили Великої Британії | ескадрений міноносець типу «Трайбл»             | 6-10 березня                          |
| «Фокнор»                    | Військово-морські сили Великої Британії | лідер ескадрених міноносців типу «F»            | 6-10 березня                          |
| «Фьюрі»                     | Військово-морські сили Великої Британії | ескадрений міноносець типу «F»                  | 6-11 березня                          |
| «Госсамер»                  | Військово-морські сили Великої Британії | тральщик типу «Гальсіон»                        | 4-10 березня                          |
| «Гремящий»                  | Військово-морський флот СРСР            | ескадрений міноносець типу 7                    | 11-12 березня Північний флот ВМФ СРСР |
| «Гроув»                     | Військово-морські сили Великої Британії | ескортний міноносець типу «Хант»                | 10 березня                            |
| «Харрієр»                   | Військово-морські сили Великої Британії | тральщик типу «Гальсіон»                        | 11-12 березня                         |
| «Гусар»                     | Військово-морські сили Великої Британії | тральщик типу «Гальсіон»                        | 11-12 березня                         |
| «Ікарус»                    | Військово-морські сили Великої Британії | ескадрений міноносець типу «I»                  | 6-11 березня                          |
| «Інконстант»                | Військово-морські сили Великої Британії | ескадрений міноносець типу «I»                  | 10 березня                            |
| «Інтрепід»                  | Військово-морські сили Великої Британії | ескадрений міноносець типу «I»                  | 6-11 березня                          |
| «Джавелін»                  | Військово-морські сили Великої Британії | ескадрений міноносець типу «J»                  | 10 березня                            |
| «Кеніа»                     | Військово-морські сили Великої Британії | легкий крейсер типу «Коронна колонія»           | 6-12 березня                          |
| «Кінг Джордж V»             | Військово-морські сили Великої Британії | лінійний корабель типу «Кінг Джордж V»          | 6-10 березня                          |
| «Ланкастер»                 | Військово-морські сили Великої Британії | ескадрений міноносець типу «Вікс» (типу «Таун») | 10 березня                            |
| «Ледбарі»                   | Військово-морські сили Великої Британії | ескортний міноносець типу «Хант»                | 10 березня                            |
| «Лукаут»                    | Військово-морські сили Великої Британії | ескадрений міноносець типу «L»                  | 6-11 березня                          |
| HMT Notts County (FY250)    | Військово-морські сили Великої Британії | протичовновий траулер                           | 1-4 березня                           |
| «Оффа»                      | Військово-морські сили Великої Британії | ескадрений міноносець типу «O»                  | 4-12 березня                          |
| «Онслоу»                    | Військово-морські сили Великої Британії | лідер ескадрених міноносців типу «O»            | 6-10 березня                          |
| «Орібі»                     | Військово-морські сили Великої Британії | ескадрений міноносець типу «O»                  | 4-10 березня                          |
| «Панджабі»                  | Військово-морські сили Великої Британії | ескадрений міноносець типу «Трайбл»             | 6-11 березня                          |
| «Рінаун»                    | Військово-морські сили Великої Британії | лінійний крейсер «Рінаун»                       | 6-10 березня                          |
| HMT Shera (FY1724)          | Військово-морські сили Великої Британії | тральщик                                        | 4-9 березня                           |
| HMT Shusa (FY1702)          | Військово-морські сили Великої Британії | тральщик                                        | 4-12 березня                          |
| «Спідвел»                   | Військово-морські сили Великої Британії | тральщик типу «Гальсіон»                        | 11-12 березня                         |
| HMT Stefa (FY1702)          | Військово-морські сили Великої Британії | тральщик                                        | 4-12 березня                          |
| HMS Stella Capella (FY 107) | Військово-морські сили Великої Британії | протичовновий траулер                           | 1-4 березня                           |
| HMT Sulla (FY1874)          | Військово-морські сили Великої Британії | тральщик                                        | 4-12 березня                          |
| HMT Svega (FY294)           | Військово-морські сили Великої Британії | тральщик                                        | 4-12 березня                          |
| «Тартар»                    | Військово-морські сили Великої Британії | ескадрений міноносець типу «Трайбл»             | 9-10 березня                          |
| «Вердан»                    | Військово-морські сили Великої Британії | ескадрений міноносець «Адміралті» типу «V»      | 10 березня                            |
| «Вікторіос»                 | Військово-морські сили Великої Британії | авіаносець типу «Іластріас»                     | 6-10 березня                          |
| «Веллс»                     | Військово-морські сили Великої Британії | ескадрений міноносець типу «Вікс» (типу «Таун») | 10 березня                            |
| «Вулстон»                   | Військово-морські сили Великої Британії | ескадрений міноносець «Торнікрофт» типу «W»     | 10 березня                            |